# Arteria frontobasal lateral
La arteria frontobasal lateral u orbitofrontal lateral es una arteria que nace como rama superior de la arteria cerebral media, concretamente en el segmento M4 (ramas corticales superiores). Puede nacer independientemente o por un tronco común con las demás ramas superiores (arteria prefrontal, arteria del surco precentral, arteria del surco central, arteria del surco postcentral y arteria parietal posterior).

## Trayecto y distribución
Se dirige hacia delante, dividiéndose en ramas: frontal inferior, que irriga la parte lateral de la cara orbitaria del lóbulo de la ínsula.